# Бабино (Удомельский район)
Бабино — деревня в Удомельском городском округе Тверской области.

## География
Деревня находится в северной части Тверской области на расстоянии приблизительно 33 км на запад-северо-запад по прямой от железнодорожного вокзала города Удомля.

## История
Впервые упоминается в 1859 году. Дворов (хозяйств) было учтено 19 (1859), 37(1886), 27 (1911), 15 (1958), 5 (1986), 3 (1999). В советский период истории работали колхозы «Бабино», «Активист», «Искра» и подсобное хозяйство треста «Гидроэлектромонтаж». До 2015 года входила в состав Мстинского сельского поселения до упразднения последнего. С 2015 года в составе Удомельского городского округа.

## Население
Численность населения: 124 человека (1859 год), 164 (1886), 146(1911), 39 (1958), 5(1986), 3 (1999), 1 (русские 100 %) в 2002 году, 1 в 2010.